# Петров Олег Львович
Олег Львович Петров (рос. Олег Львович Петров; нар. 29 травня 1968) —радянський та російський футболіст, захисник та півзахисник.

## Життєпис
Олег Петров народився 29 травня 1968 року. Вихованець ФШМ (Москва), перший тренер — А. Блінков. У радянський період своєї кар'єри виступав у нижчолігових клубах СК ЕШВСМ, «Асмарал» (Москва) та «Асмарал» (Кисловодськ).
У 1992 році виїхав до України, де підписав контракт з першоліговим рівненським «Вересом». Дебютував у футболці рівненського клубу 16 лютого 1992 року в програному (0:1) виїзному поєдинку 1/32 фіналу кубку України. Олег вийшов на поле в стартовому складі на позиції воротаря й відіграв увесь матч, а на 55-ій хвилині пропустив м'яч від Олександра Рябоконя. У чемпіонаті України дебютував за рівненську команду вже на звичній для себе позиції 14 березня 1992 року в програному (0:1) виїзному поєдинку 1-го туру першої підгрупи проти мукачівського «Приладиста». Петров вийшов у стартовому складі та відіграв увесь матч. Разом з рівненським клубом завоював путівку до Вищої ліги, в якій дебютував 16 серпня 1992 року в нічийному (1:1) домашньому поєдинку 1-го туру проти львівських «Карпат». Олег вийшов у стартовому складі та відіграв увесь матч. Загалом у складі «Вереса» в чемпіонаті України зіграв 37 матчів, ще 5 поєдинків провів у кубку України.
Під час зимової перерви в сезоні 1992/93 років залишив розташування «Вереса» й поїхав до Німеччини, де підписав контракт з нижчоліговим клубом «Ангальт» (Дессау). У складі німецького клубу зіграв 47 матчів та відзначився 4-ма голами.
У 1995 році повернувся до Росії, де підписав контракт з першоліговим воронезьким «Факелом». У складі воронезького клубу дебютував 1 серпня 1995 року в переможному (5:1) домашньому поєдинку 25-го туру проти московського «Асмарала». Петров вийшов у стартовому складі, а на 71-ій хвилині його замінив Вадим Сосулін. Єдиним голом у складі воронезького клубу відзначився 4 серпня 1995 року на 75-ій хвилині переможного (2:1) домашнього поєдинку 26-го туру проти омського «Іртиша». Олег вийшов у стартовому складі та відіграв увесь матч. У складі «Факела» зіграв 8 матчів та відзначився 1 голом.
По завершенні сезону 1995 року повернувся до складу німецького клубу «Ангальт» (Дессау). У складі німецького клубу виступав до завершення сезону 2001/02 років, після чого вирішив завершити кар'єру гравця.